# 魯武武國家公園
魯武武國家公園是非洲國家布隆迪的國家公園，位於該國東北部穆因加省，鄰近省會穆因加，佔地508平方公里，是該國最大的國家公園。